# Journées cinématographiques de Carthage 2021
Les Journées cinématographiques de Carthage 2021, 32e édition du festival, se déroulent du 30 octobre au 6 novembre 2021.

## Sélection
- Argu d'Omar Belkacemi ( Algérie)
- Plumes d'Omar El Zohairy ( Égypte)
- Amira de Mohamed Diab ( Égypte)
- Public Toilet Africa de Kofi Ofosu-Yeboah ( Ghana)
- Haut et Fort de Nabil Ayouch ( Maroc)
- La Femme du fossoyeur de Khadar Ayderus Ahmed ( Somalie)
- Grand-mère Dix-neuf et le secret soviétique de João Ribeiro ( Mozambique)
- Seuls les vents de Karim Kassem ( Liban)
- L'Indomptable Feu du printemps de Lemohang Jeremiah Mosese (en) ( Lesotho)
- Papillon d'or d'Abdelhamid Bouchnak ( Tunisie)
- Une histoire d'amour et de désir de Leyla Bouzid ( Tunisie)
- Insurrection de Jilani Saadi ( Tunisie)

## Palmarès
Le palmarès est le suivant :
- Tanit d'or : Plumes d'Omar El Zohairy
- Tanit d'argent : L'Indomptable Feu du printemps de Lemohang Jeremiah Mosese (en)
- Tanit de bronze : Insurrection de Jilani Saadi
- Tanit de la meilleure interprétation masculine : Omar Abdi dans La Femme du fossoyeur
- Tanit de la meilleure interprétation féminine : Demyana Nassar dans Plumes
- Tanit du meilleur scénario : Plumes d'Omar El Zohairy
- Tanit de la meilleure musique : Haut et Fort de Nabil Ayouch
- Tanit de la meilleure image : L'Indomptable Feu du printemps de Lemohang Jeremiah Mosese
- Tanit du meilleur montage : L'Indomptable Feu du printemps de Lemohang Jeremiah Mosese
- Tanit d'or pour les courts métrages : Life on the Horne de Mo Harawe
- Tanit d'argent pour les courts métrages : How my grandmother become a chair de Nicolas Fattouh
- Tanit de bronze pour les courts métrages : Au pays de l'oncle Salem de Slim Belhiba
- Tanit d'or pour les longs métrages documentaires : Little Palestine, journal d'un siège d'Abdallah Khatib
- Tanit d'argent pour les longs métrages documentaires : Last Refuge de Samassekou Ousman
- Tanit de bronze pour les longs métrages documentaires : As I Want de Samaher Al Qadi
- Tanit d'or pour les courts métrages documentaires : Shepherds de Teboho Edkins
- Tanit d'argent pour les courts métrages documentaires : And then they burn the sea de Majid Al Remaihi
- Tanit de bronze pour les courts métrages documentaires : Don't Get too confortable de Chaima Temimi
- Prix Carthage ciné promesse : The girls who burns the night de Sara Mesfer
- Prix Lina-Ben Mhenni – Droits de l'homme : As I Want de Samaher Al Qadi
- Tanit d'or pour la première œuvre (prix Tahar-Cheriaa) : Plumes d'Omar El Zohairy
- Prix TV5 Monde : Little Palestine d'Abdallah Khatib
- Prix mention spéciale : Captains of Zaatari d'Ali El Arabi